# Лук'яненко Анатолій Олександрович
Анатолій Олександрович Лук'яненко (нар. 1923, Українська РСР) — радянський український футболіст та тренер, виступав на позиції воротаря.

## Кар'єра гравця
Футбольну кар'єру розпочав 1946 року в складі херсонського «Спартака», кольори якого захищав протягом 10 років. Кар'єру гравця завершив 1956 року.

## Кар'єра тренера
По завершенні кар'єри гравця розпочав тренерську діяльність. Спочатку допомагав тренувати, а в 1966 році очолив херсонський «Локомотив», в якому працював до 1970 року.

## Досягнення

### Як тренера
«Локомотив» (Херсон)
- Чемпіонат УРСР
  -  Бронзовий призер (1): 1966